# Портрет Сергея Николаевича Ланского
«Портрет Сергея Николаевича Ланского» — картина Джорджа Доу и его мастерской, из Военной галереи Зимнего дворца.
Картина представляет собой погрудный портрет генерал-лейтенанта Сергея Николаевича Ланского из состава Военной галереи Зимнего дворца.
К началу Отечественной войны 1812 года генерал-майор Ланской был шефом Белорусского гусарского полка и командовал отдельным отрядом в 3-й Западной армии, после сражения на Березине возглавил кавалерию в корпусе Ф. Ф. Винцингероде. Участвовал в Заграничных походах 1813 и 1814 годов, за отличие в сражении на Кацбахе был произведён в генерал-лейтенанты; погиб в сражении при Краоне.
Изображён в генеральском доломане Белорусского гусарского полка, введённом в 1809 году, на плечо наброшен ментик, через плечо переброшена Анненская лента с лядуночной перевязью поверх неё. Слева на груди звезда ордена Св. Анны 1-й степени; на шее кресты ордена Св. Георгия 3-го класса и прусского ордена Красного орла 2-й степени, ниже их кресты прусского ордена Пур ле мерит и ордена Св. Владимира 2-й степени; справа на ментике серебряная медаль «В память Отечественной войны 1812 года» на Андреевской ленте и звезда ордена Св. Владимира 2-й степени. С тыльной стороны картины надпись: Lanskoy. Подпись на раме: С. Н. Ланской, Генералъ Лейтенантъ.
Несмотря на то, что 7 августа 1820 года Комитетом Главного штаба по аттестации Ланской был включён в список «генералов, заслуживающих быть написанными в галерею», фактическое решение о включении его портрета в Военную галерею состоялось ранее: 16 мая 1820 года император Александр I приказал написать его портрет. Поскольку сам С. Н. Ланской погиб в 1814 году, то Доу в работе воспользовался портретом-прототипом. Существует письмо действительного тайного советника В. С. Ланского, датированное ноябрём 1821 года и адресованное дежурному генералу Главного штаба А. А. Закревскому, с просьбой о возвращении «двух портретов покойного же генерал-лейтенанта Ланского, из коих один в миниатюре, а другой тоже писанный масляными красками»; на этом письме имеется пометка, что 19 января 1822 года эти портреты-прототипы были возвращены владельцу. Гонорар Доу был выплачен 10 ноября 1821 года. Готовый портрет поступил в Эрмитаж 7 сентября 1825 года.

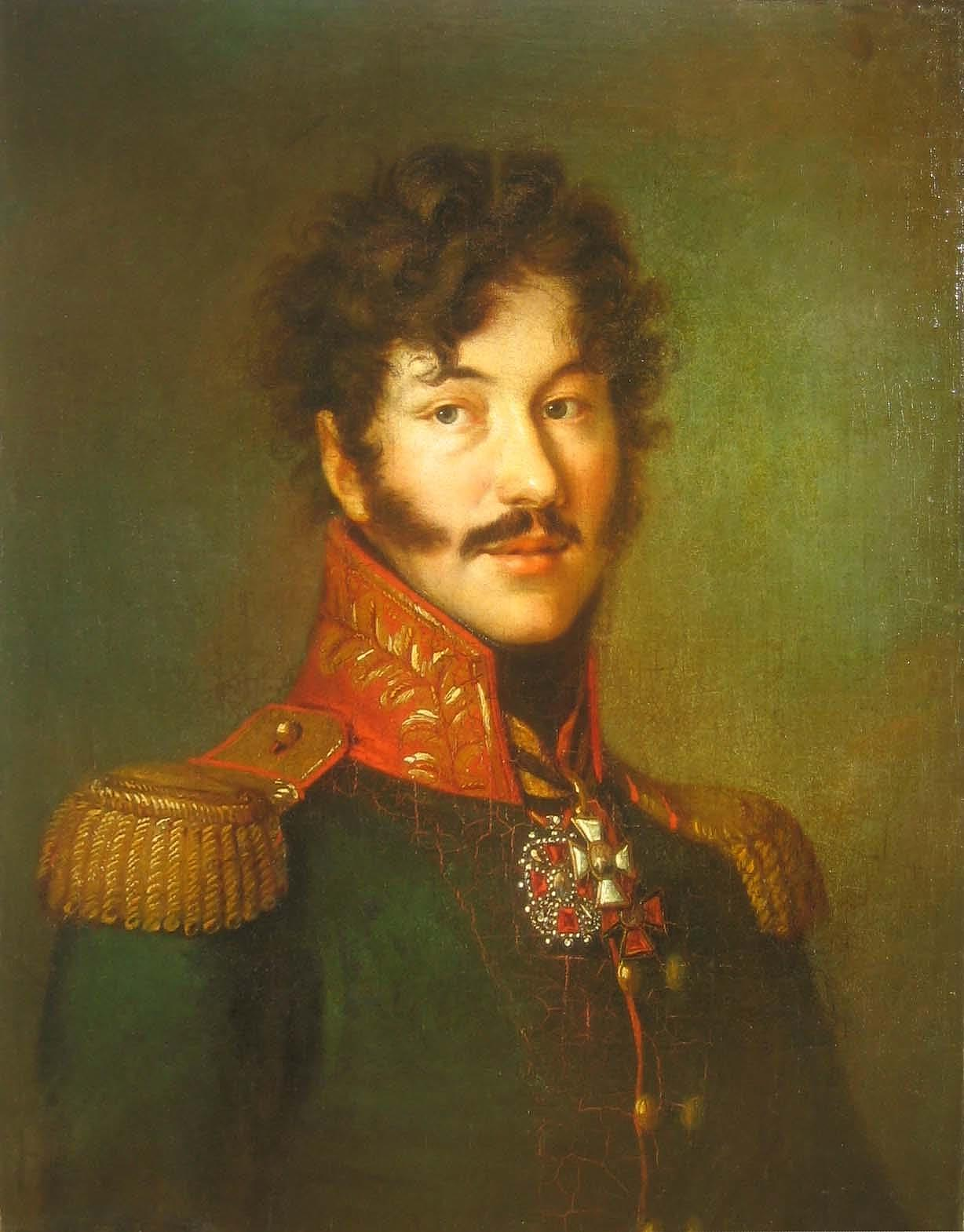
Предполагаемый портрет-прототип работы неизвестного художника. Эрмитаж

В собрании Эрмитажа имеется другой портрет С. Н. Ланского, выполненный неизвестным художником и датируемый началом 1810-х годов (холст, масло, 62,5 × 51 см, инвентарный № ЭРЖ-160). Судя по тому, что на нём Ланской изображен с шейными крестами орденов Св. Анны 2-й степени с алмазами и Св. Владимира 3-й степени, этот портрет был написан до 1813 года, когда он был награждён орденами Св. Анны 1-й степени и Св. Владимира 2-й степени, которые показаны на галерейном портрете (при наличии старших степеней ордена младшие степени снимались). Этот портрет поступил в Эрмитаж в 1946 году из Этнографического музея народов СССР, до 1928 года хранился в Историко-бытовом отделе Государственного Русского музея. По предположению хранителя русской живописи в Эрмитаже Ю. Ю. Гудыменко, он может быть прототипом галерейного портрета. Возможно, именно его упоминал в своём письме В. С. Ланской.
В собрании Екатеринбургского музея изобразительных искусств имеется копия с галерейного портрета, датируемая второй четвертью XIX века (холст, масло; 69 × 64 см; инвентарный № Ж-21). В музее он ошибочно атрибутирован как портрет князя В. С. Ланского.